# نیکیتا ایوسیفوف
نیکیتا ایوسیفوف (روسی: Никита Игоревич Иосифов؛ زادهٔ ۱۱ آوریل ۲۰۰۱) بازیکن فوتبال اهل روسیه است که در پست هافبک برای باشگاه اسپانیایی ویارئال B بازی می‌کند.
وی همچنین در تیم‌های ملی فوتبال زیر ۱۸ سال روسیه و زیر ۲۱ سال روسیه بازی کرده‌است.